# Pugilato ai Giochi della XIX Olimpiade
Le competizioni di pugilato dei Giochi della XIX Olimpiade si sono svolte dal 13 al 26 ottobre 1968 all'Arena México di Città del Messico.

## Categorie
Rispetto a Tokyo 1964 è stata introdotta la categoria dei pesi mosca leggeri  o minimosca (fino a 48 kg),
il programma prevedeva 11 categorie come segue:
| Categoria          | Peso      |
| ------------------ | --------- |
| Pesi mosca leggeri | - 48 kg   |
| Pesi mosca         | - 51 kg   |
| Pesi gallo         | - 54 kg   |
| Pesi piuma         | - 57 kg   |
| Pesi leggeri       | - 60 kg   |
| Pesi superleggeri  | - 63,5 kg |
| Pesi welter        | - 67 kg   |
| Pesi superwelter   | - 71 kg   |
| Pesi medi          | - 75 kg   |
| Pesi mediomassimi  | - 81 kg   |
| Pesi massimi       | + 81 kg   |

## Podi
| Evento                        | Oro                 | Argento             | Bronzo                            |
| Pesi mosca leggeri (dettagli) | Francisco Rodríguez | Jee Yong-ju         | Harlan Marbley Hubert Skrzypczak  |
| Pesi mosca (dettagli)         | Ricardo Delgado     | Artur Olech         | Servílio de Oliveira Leo Rwabdogo |
| Pesi gallo (dettagli)         | Valerian Sokolov    | Eridadi Mukwanga    | Eiji Morioka Chang Kyou-chul      |
| Pesi piuma (dettagli)         | Antonio Roldán      | Al Robinson         | Philip Waruinge Ivan Mikhaylov    |
| Pesi leggeri (dettagli)       | Ronnie Harris       | Józef Grudzień      | Calistrat Cuțov Zvonimir Vujin    |
| Pesi superleggeri (dettagli)  | Jerzy Kulej         | Enrique Regüeiferos | Arto Nilsson Jim Wallington       |
| Pesi welter (dettagli)        | Manfred Wolke       | Joseph Bessala      | Vladimir Musalimov Mario Guilloti |
| Pesi superwelter (dettagli)   | Boris Lagutin       | Rolando Garbey      | John Lee Baldwin Günther Meier    |
| Pesi medi (dettagli)          | Chris Finnegan      | Aleksej Kiselëv     | Agustín Zaragoza Al Jones         |
| Pesi mediomassimi (dettagli)  | Danas Pozniakas     | Ion Monea           | Georgi Stankov Stanisław Dragan   |
| Pesi massimi (dettagli)       | George Foreman      | Jonas Čepulis       | Giorgio Bambini Joaquín Rocha     |

## Medagliere
| Posizione | Paese            |    |    |    | Totale |
| --------- | ---------------- | -- | -- | -- | ------ |
| 1         | Unione Sovietica | 3  | 2  | 1  | 6      |
| 2         | Stati Uniti      | 2  | 1  | 4  | 7      |
| 3         | Messico          | 2  | 0  | 2  | 4      |
| 4         | Polonia          | 1  | 2  | 2  | 5      |
| 5         | Gran Bretagna    | 1  | 0  | 0  | 1      |
| 5         | Germania Est     | 1  | 0  | 0  | 1      |
| 5         | Venezuela        | 1  | 0  | 0  | 1      |
| 8         | Cuba             | 0  | 2  | 0  | 2      |
| 9         | Corea del Sud    | 0  | 1  | 1  | 2      |
| 9         | Romania          | 0  | 1  | 1  | 2      |
| 9         | Uganda           | 0  | 1  | 1  | 2      |
| 12        | Camerun          | 0  | 1  | 0  | 1      |
| 13        | Bulgaria         | 0  | 0  | 2  | 2      |
| 14        | Argentina        | 0  | 0  | 1  | 1      |
| 14        | Brasile          | 0  | 0  | 1  | 1      |
| 14        | Finlandia        | 0  | 0  | 1  | 1      |
| 14        | Germania Ovest   | 0  | 0  | 1  | 1      |
| 14        | Italia           | 0  | 0  | 1  | 1      |
| 14        | Giappone         | 0  | 0  | 1  | 1      |
| 14        | Kenya            | 0  | 0  | 1  | 1      |
| 14        | Jugoslavia       | 0  | 0  | 1  | 1      |
| Totale    | Totale           | 11 | 11 | 22 | 44     |